# San Fernando Hill
San Fernando Hill är en kulle i Antarktis. Den ligger i Västantarktis. Argentina, Chile och Storbritannien gör anspråk på området. Toppen på San Fernando Hill är 650 meter över havet.
Terrängen runt San Fernando Hill är kuperad åt sydost, men åt nordväst är den platt. Havet är nära San Fernando Hill åt nordväst. Trakten är obefolkad. Det finns inga samhällen i närheten.